# Cristián Muñoz (Fußballspieler, 1983)
Cristián Marcelo Muñoz Corrales (* 15. Juli 1983 in Santiago de Chile) ist ein ehemaliger chilenischer Fußballspieler. Der Mittelfeldspieler gewann eine Meisterschaft mit Universidad de Chile.

## Karriere

### Verein
Cristián Muñoz begann seine Karriere 2003 bei Universidad de Chile, mit denen er in der Apertura 2004 Meister wurde. Allerdings konnte sich Muñoz nicht durchsetzen und wurde 2005 an den CD Cobreloa verliehen. Danach kam er nicht wieder zu La U zurück, sondern spielte bei weiteren Vereinen in Chile. 2008 ging er nach Peru, wo er für José Gálvez FBC und Total Chalaco spielte. 2010 spielte Muñoz bei GS Ilioupolis in der zweitklassigen griechischen Football League.
2011 kehrte Muñoz nach Südamerika zurück und spielte in seinem Heimatland für Coquimbo Unido. Bis 2021 wechselte er noch mehrmals den Klub und beendete dann seine aktive Karriere beim AC Barnechea.

### Nationalmannschaft
Mit der U-20 Chiles nahm Cristián Muñoz an der Südamerikameisterschaft 2003 in Uruguay teil. Chile schied in der Gruppenphase aus.

### Trainer
Nach der aktiven Karriere begann Cristián Muñoz im August 2022 seine Trainertätigkeit bei Santiago Morning, wurde im Mai 2023 aber wieder entlassen. Im Januar 2024 verkündete der AC Barnechea die Verpflichtung von Muñoz als neuen Trainer. Zur Saison 2025 wurde er Trainer bei Universidad de Concepción.

## Erfolge
U. de Chile
- Chilenischer Meister: 2004-A

Coquimbo Unido
- Chilenischer Zweitliga-Meister: 2013/14-C